# Aceite Siurana
Siurana es una denominación de origen protegida (DOP) para los aceites de oliva vírgenes extra que, reuniendo las características definidas en su reglamento, hayan cumplido con todos los requisitos exigidos en el mismo. 
La DOP Siurana se encuentra reconocida ante la Unión Europea desde el 21 de junio de 1996.Y ante la Organización Mundial de la Propiedad Intelectual desde el 22 de junio de 2021.

## Zona de producción Aceite DOP Siurana

Zonas de producción y extracción del aceite. Sus orígenes se remontan a la primera mitad del.

La zona de producción de los aceites de oliva amparados por la Denominación de Origen Siurana está constituida por varios municipios de la provincia de Tarragona, en Cataluña.
La DOP Siurana abarca las comarcas del Priorat, Ribera d'Ebre, Baix Camp, Tarragonès, Alt Camp, Conca de Barberà y el Baix Penedès.

## Variedades aptas
La elaboración de los aceites protegidos por la Denominación de Origen Siurana se realiza con aceitunas procedentes exclusivamente de las variedades Arbequina, Royal y Morrut.